# Janet Lynn
Janet Lynn, född 6 april 1953 i Chicago, är en amerikansk före detta konståkare.
Lynn blev olympisk bronsmedaljör i konståkning vid vinterspelen 1972 i Sapporo.